# Lago de Schwerin
El lago de Schwerin (en alemán: Schweriner See) es un lago de corto recorrido perteneciente a la cuenca del estado federal alemán de Mecklemburgo-Pomerania Occidental. Se encuentra situado entre Schwerin y Wismar.
Tiene una longitud de 21 km y hasta 6 km de ancho, con un área de 61,54 km² de superficie. Está a 37 m sobre el nivel del mar. Ocupa el tercer lugar entre los lagos alemanes por su extensión. 
Está rodeado de pequeños lagos y su cuenca fluye al sur, a través del Stör y el Elde, hacia el río Elba. Al norte, por el canal de Wallenstein, es una vía de acceso a Wismar, aunque ambos deben ser recorridos solamente por navegantes experimentados. En su parte media, el lago está dividido por la presa de Pauls en un lago interno y otro externo. En el externo se encuentra la isla de Lieps, mientras que en el interno están las islas de Kaninchenwerder y Ziegelwerder. El acceso hacia esta última está prohibido por ser toda la isla una Reserva Ecológica natural.

## Galería

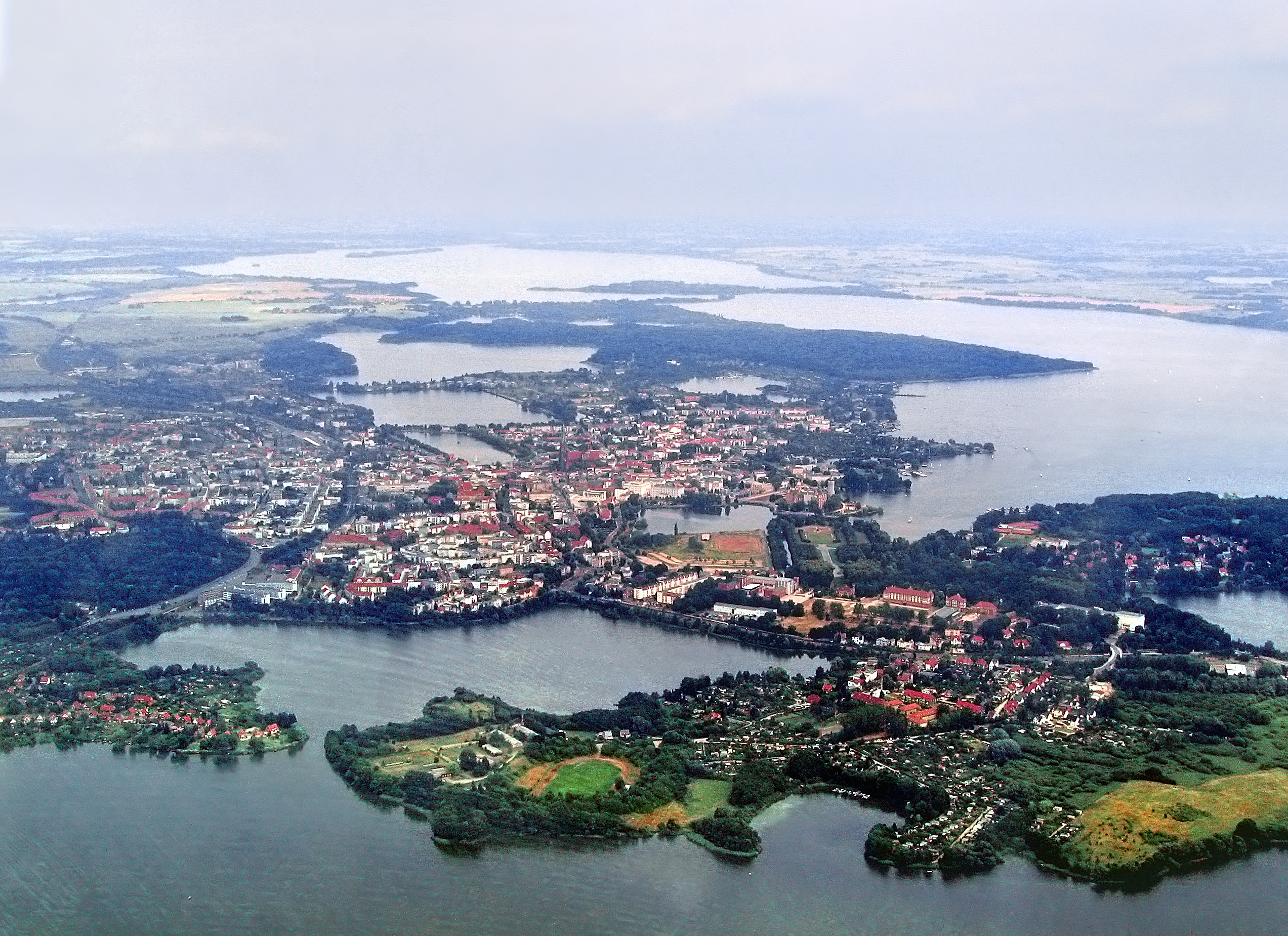
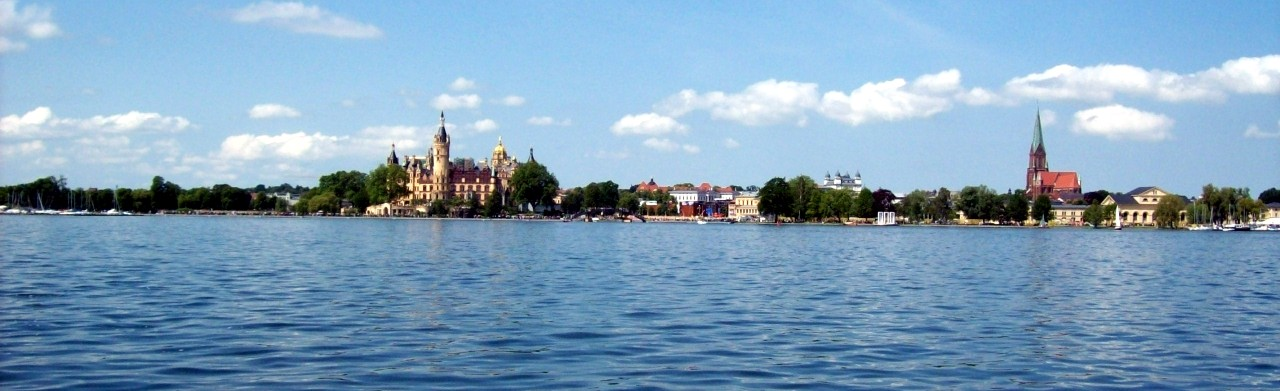
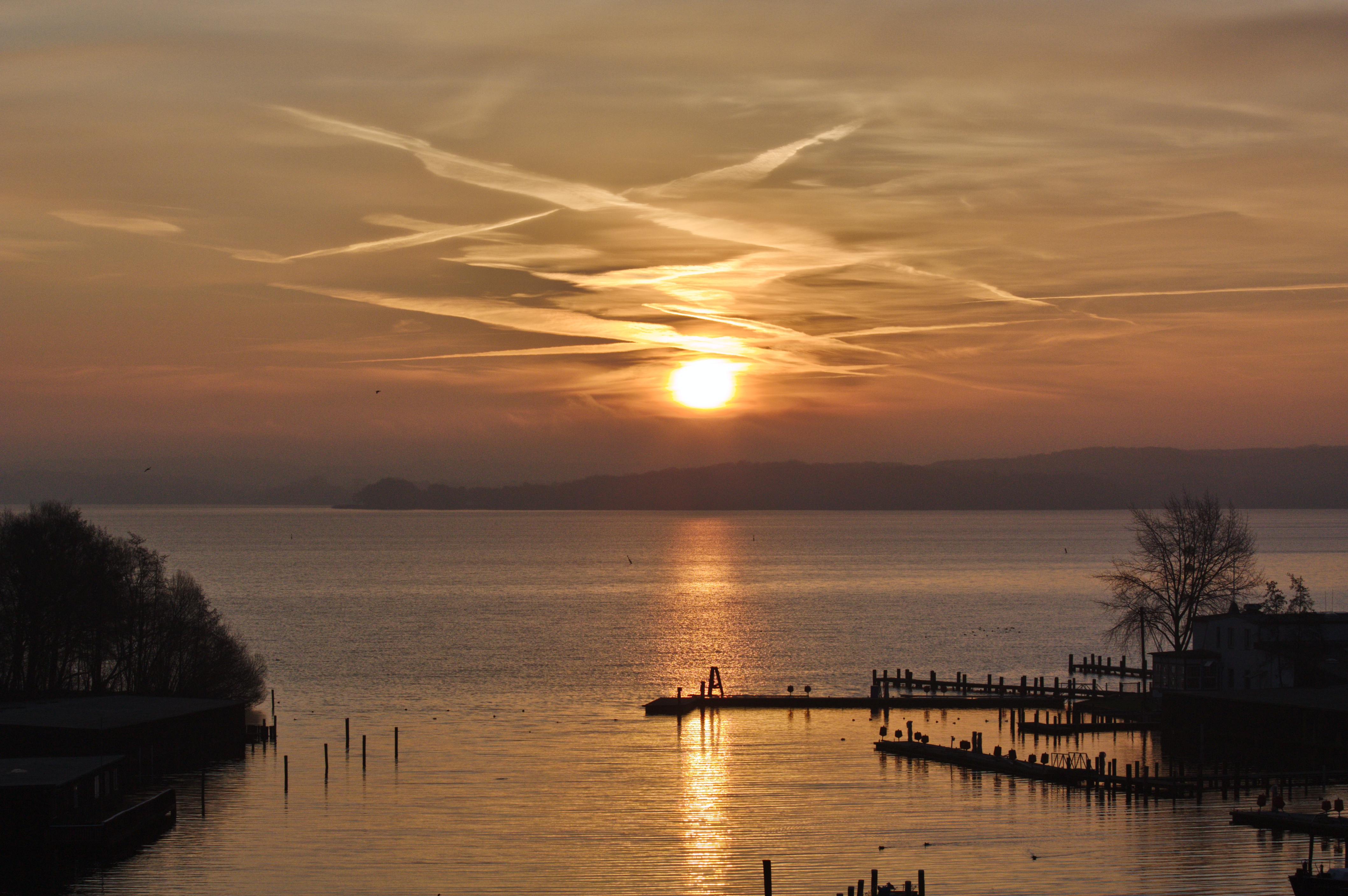
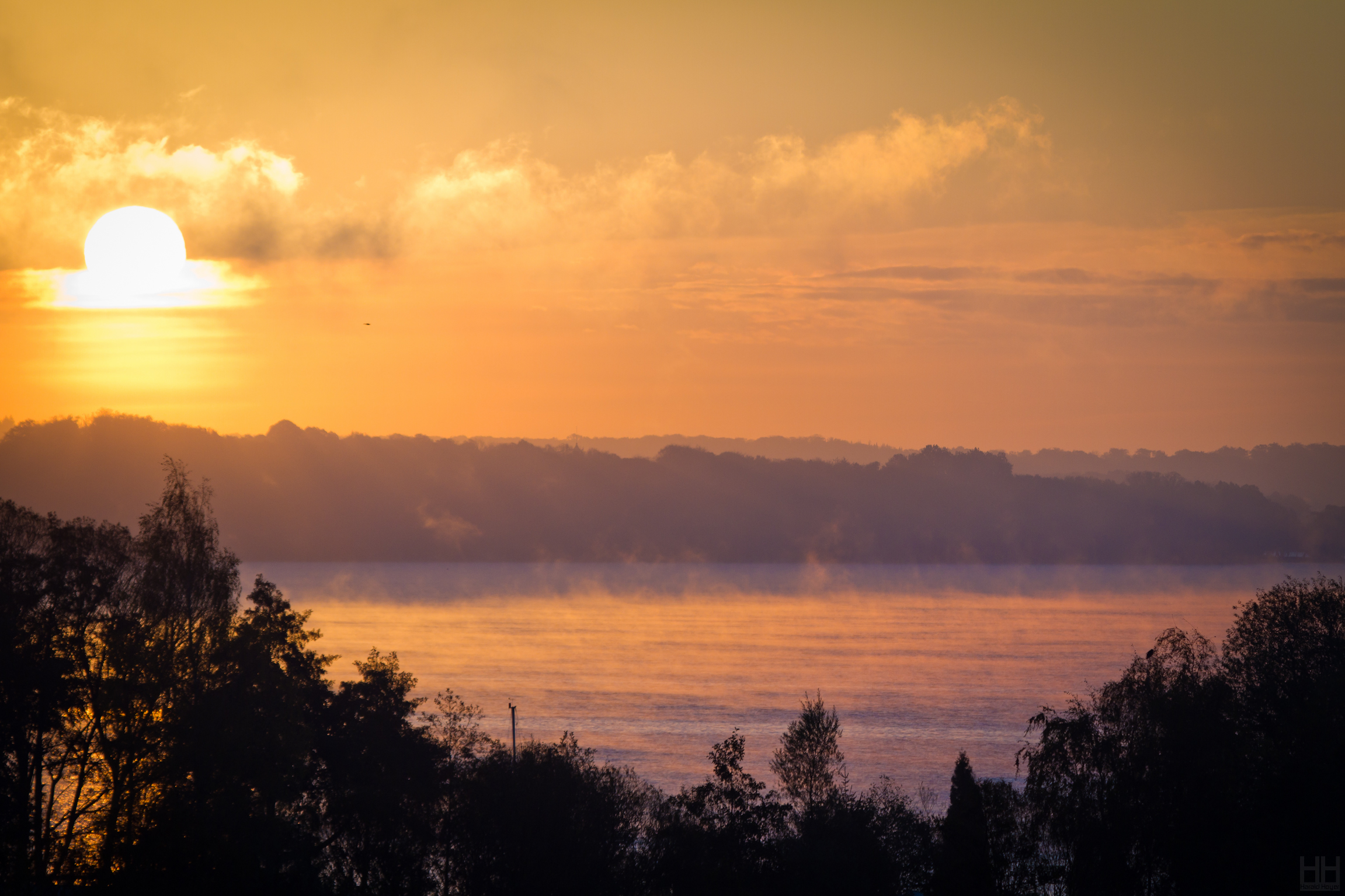